# Matea Ferk
Matea Ferk (Rijeka, 8 juni 1987) is een Kroatische voormalige alpineskiester. Ze nam tweemaal deel aan de Olympische Winterspelen, maar behaalde geen medaille.

## Carrière
Ferk maakte haar wereldbekerdebuut in november 2004 tijdens de slalom in Aspen. Ze behaalde nooit punten in een wereldbekermanche.
In 2006, in Turijn, was ze van de partij op de Olympische Spelen. Ze haalde de finish niet op de slalom, noch de reuzenslalom. Op de Olympische Winterspelen 2010 in Vancouver nam ze opnieuw deel aan de slalom en de reuzenslalom. Op de slalom eindigde ze 34e.

## Resultaten

### Wereldkampioenschappen
| Jaar | Plaats      | Resultaten                   |
| ---- | ----------- | ---------------------------- |
| 2005 | Bormio      | DNF1 Slalom 40e Reuzenslalom |
| 2009 | Val-d'Isère | DNF1 Slalom                  |
| 2013 | Schladming  | 51e Slalom                   |

### Olympische Spelen
| Jaar | Plaats    | Resultaten                    |
| ---- | --------- | ----------------------------- |
| 2006 | Turijn    | DNF2 Reuzenslalom DNF1 Slalom |
| 2010 | Vancouver | 34e Slalom DNF1 Reuzenslalom  |